# Ольшевський Вадим Рудольфович
Вадим Рудольфович Ольшевський (англ. Vadim Olshevsky; нар. 1961, Кишинів) — американський математик, професор факультету математики Університету Коннектикуту.
Основними роботами є: функціональний аналіз, швидкі та точні алгоритми, теорія матриць, теорія операторів і чисельного аналізу.

## Біографія
Народився в сім'ї поета Рудольфа Ольшевського й літературознавця Ади Ольшевської. 1978 року закінчив кишинівську середню школу № 37 імені М. В. Гоголя. Закінчивши з відзнакою факультет математики та кібернетики Кишинівського державного університету у 1983 році вступив до аспірантури Інституту математики академії наук Молдавської РСР. 1989 року захистив кандидатську дисертацію під керівництвом О. С. Маркуса. Проходив постдокторантуру в школі математичних наук у Тель-Авівському університеті під керівництвом Ізраїля Гохберга (1991—1993) і на факультеті електричної інженерії Стенфордського університету (1994—1996), де співпрацював із Томом Кайлатом.
Відповідальний редактор журналів Linear Algebra and Its Applications та Integral Equations and Operator Theory Архівовано липень 27, 2016 на сайті Wayback Machine., член редколегії журналів Linear And Multilinear Algebra й Electronic Transactions on Numerical Analysis, серії монографій Operator Theory: Advances and Applications видавництва Birkhäuser (Бостон—Базель). Голова оргкомітетів конференцій IWOTA-2005 й ILAS-2013.
Проживає в Бостоні.
Син — математик Олександр Ольшевський (нар. 1982), асистент факультету індустріальної інженерії Університету Іллінойсу в Урбана-Шампейн.

## Під редакцією В. Р. Ольшевського
- Structured Matrices in Mathematics, Computer Science, and Engineering. American Mathematical Society Publications, Contemporary Mathematics Series, vols 280 and 281, 2001. Архівовано березень 5, 2016 на сайті Wayback Machine.
- Fast Algorithms for Structured Matrices: Theory and Applications. Society for Industrial & Applied Mathematics, 2003. Архівовано березень 5, 2016 на сайті Wayback Machine.
- Recent Advances in Matrix and Operator Theory. Birkhäuser Basel, 2007. Архівовано березень 22, 2016 на сайті Wayback Machine.
- Matrix Methods: Dedicated to the Memory of Gene Golub, Theory, Algorithms and Applications. World Scientific Publishing Company, 2010. Архівовано березень 6, 2016 на сайті Wayback Machine.
- Convolution Equations and Singular Integral Operators: Selected Papers (з Л. Ю. Лерером). Birkhäuser Basel, 2010. Архівовано грудень 18, 2013 на сайті Wayback Machine.
- Numerical Methods for Structured Matrices and Applications: The Georg Heinig Memorial Volume. Birkhäuser Basel, 2010. Архівовано березень 5, 2016 на сайті Wayback Machine.
- Numerical Linear Algebra in Signals, Systems and Control (Lecture Notes in Electrical Engineering). Springer, 2011. Архівовано березень 6, 2016 на сайті Wayback Machine.

## Оповідання Вадима Ольшевського
- Чотири оповідання (рос. Четыре рассказа). Квадрига Аполлона, 21.12.2014. Архівовано червень 14, 2016 на сайті Wayback Machine.
- Геній та ворожка (рос. Гений и гадалка). Кольцо А, № 78 (2015). Архівовано березень 4, 2016 на сайті Wayback Machine.
- Три оповідання (рос. Три рассказа). Кольцо А, № 84 — 85 (2015). Архівовано березень 4, 2016 на сайті Wayback Machine.
- Приймальні години (рос. Приемные часы). Перекрестки, 08.06.2015.
- Усе гаразд? (англ. Are you OK?). Этажи, 11.10.2015.
- Про вплив капіталізму на тонку душу художника (рос. О влиянии капитализма на тонкую душу художника). Эмигрантская Лира, N° 4(12)-2015. Архівовано грудень 24, 2015 на сайті Wayback Machine.
- Амонтільядо (рос. Амонтильядо), Знамя, № 8 (2016). Архівовано серпень 16, 2016 на сайті Wayback Machine.
- Як я обіграв у шахи Кирила Ковальджі (рос. Как я выиграл в шахматы у Кирилла Ковальджи). Этажи, 22.09.2016. Архівовано жовтень 1, 2016 на сайті Wayback Machine.
- Жереб (рос. Жребий). Вестник Европы, номер 53, 2020. Архівовано липень 16, 2020 на сайті Wayback Machine.
- Що нас чекає у майбутньому, Захід, Схід чи Західний схід (рос. Что нас ждет в будущем, Запад, Восток или Западовосток?). Вестник Европы, номер 53, 2020. Архівовано липень 16, 2020 на сайті Wayback Machine.